# مارتین دیموف (بازیکن فوتبال، زاده ۱۹۸۴)
مارتین دیموف (بلغاری: Мартин Димов؛ زادهٔ ۵ اکتبر ۱۹۸۴) بازیکن فوتبال اهل بلغارستان است.